# Bracciano
Bracciano è un comune italiano di 18 436 abitanti della città metropolitana di Roma Capitale nel Lazio, in posizione dominante sull'omonimo lago detto anche lago Sabatino.

## Geografia fisica

### Territorio

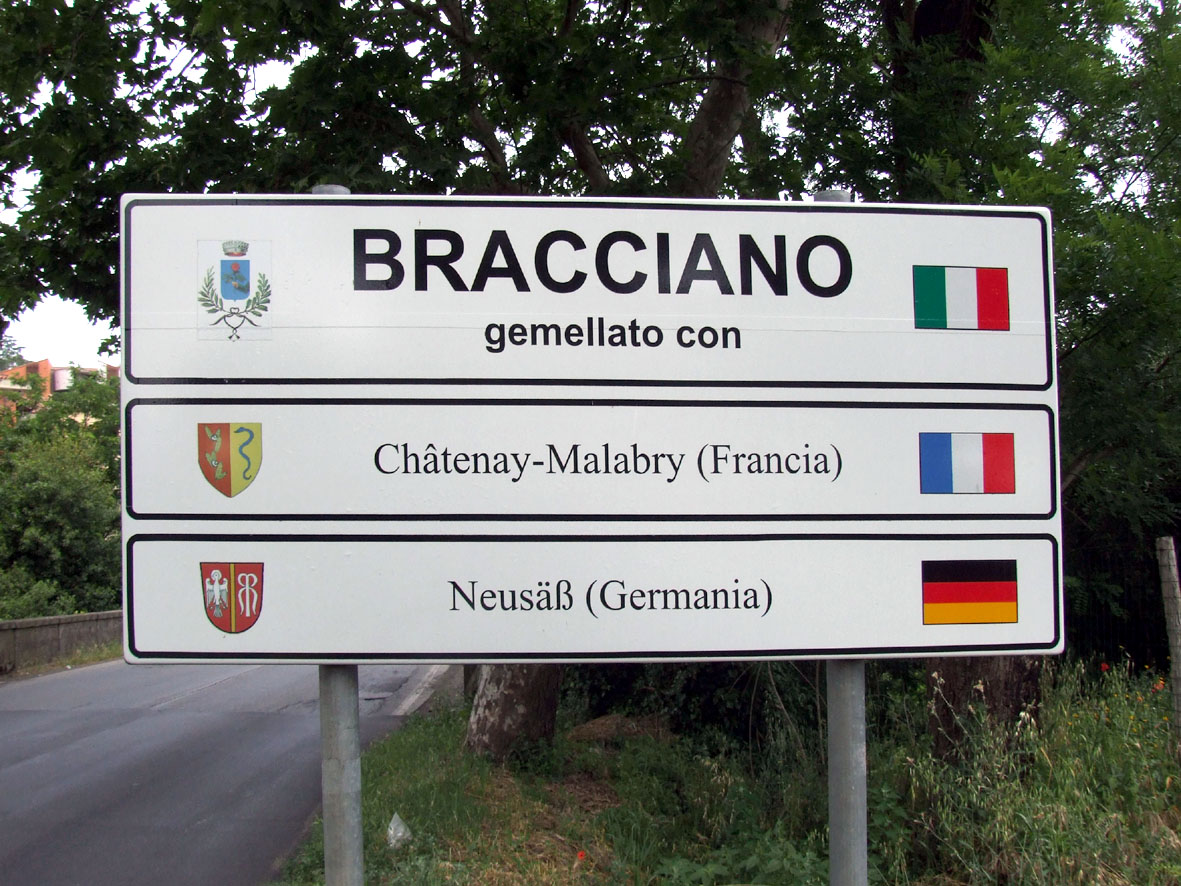
Cartello di ingresso a Bracciano

Situato nel cuore della Tuscia Romana, Bracciano sorge sulle alture dei Monti Sabatini, più precisamente sulla cresta occidentale dall'antico vulcano Sabatino, da cui si è originato il lago di Bracciano. Parte del territorio comunale prospiciente il lago ricade nel parco naturale regionale di Bracciano-Martignano.

### Clima
- Classificazione Climatica: Zona D,1786 GR/G

## Storia
Probabilmente le origini dell'insediamento urbano risalgono al X secolo. Dalla fine del IX secolo i saraceni iniziarono le loro incursioni nel territorio, saccheggiando e diffondendo insicurezza e paura tra le popolazioni. I grandi proprietari terrieri costruirono fortificazioni e castelli e molti contadini trasferirono la loro residenza all'interno delle aree fortificate, chiamate castrum. I proprietari diventarono di fatto i signori dei borghi che andavano formandosi.
Il nome "Castrum Brachiani", che risulta nei documenti fino al XV secolo, evidenzia l'origine fortificata del luogo. Verso la fine dell'XI secolo il territorio di Bracciano divenne proprietà della famiglia dei Prefetti di Vico, che trasformò la preesistente torre in una rocca e realizzò nuove fortificazioni. Il nome di Braccio è probabilmente legato a quello della città. Il condottiero aveva costruito molte piccole strutture fortificate nei territori da lui controllati. Esse erano dette "Casa di Braccio". Sono caratterizzate da posizioni strategiche e fuori dei centri abitati (Todi, Cascia…). Il cognome Fortebraccio fu assunto solo più tardi per distinguere il suo ramo dagli altri rami: Bracci (io appartengo a quella famiglia, dice). Il braccio vestito di rosso è infatti lo stemma della famiglia Bracci di Firenze e Montepulciano, già dal '300. La riconciliazione con Martino V nel 1418 a Firenze, permette la cessione della struttura al Papa e la successiva donazione all'Orsini (1419) che militava nelle forze di Braccio. A suggellare l'amicizia tra i due condottieri lo stemma del braccio che regge la rosa. Lo stemma che Braccio assumerà (un montone nero su campo d'oro) non vi compare perché successivo ai fatti.
Nel 1419 papa Martino V cedette il feudo per un triennio in vicariato ad un ramo della famiglia Orsini, quello di Pitigliano . Da allora il modesto borgo di pescatori ed agricoltori legò il suo destino ad una più potenti famiglie baronali del tempo, trasformandosi in una fiorente cittadina. Il castello, mirabile opera di architettura militare e civile dell'epoca, è diventato il più caratteristico simbolo di Bracciano. Sull'omonimo lago si affacciano altri due paesi (Anguillara Sabazia e Trevignano Romano). Una leggenda narra che sotto le acque del lago di origine vulcanica esista una parte della città sommersa; la parte emersa sarebbe stata denominata Bracciano in seguito alla forma presa.

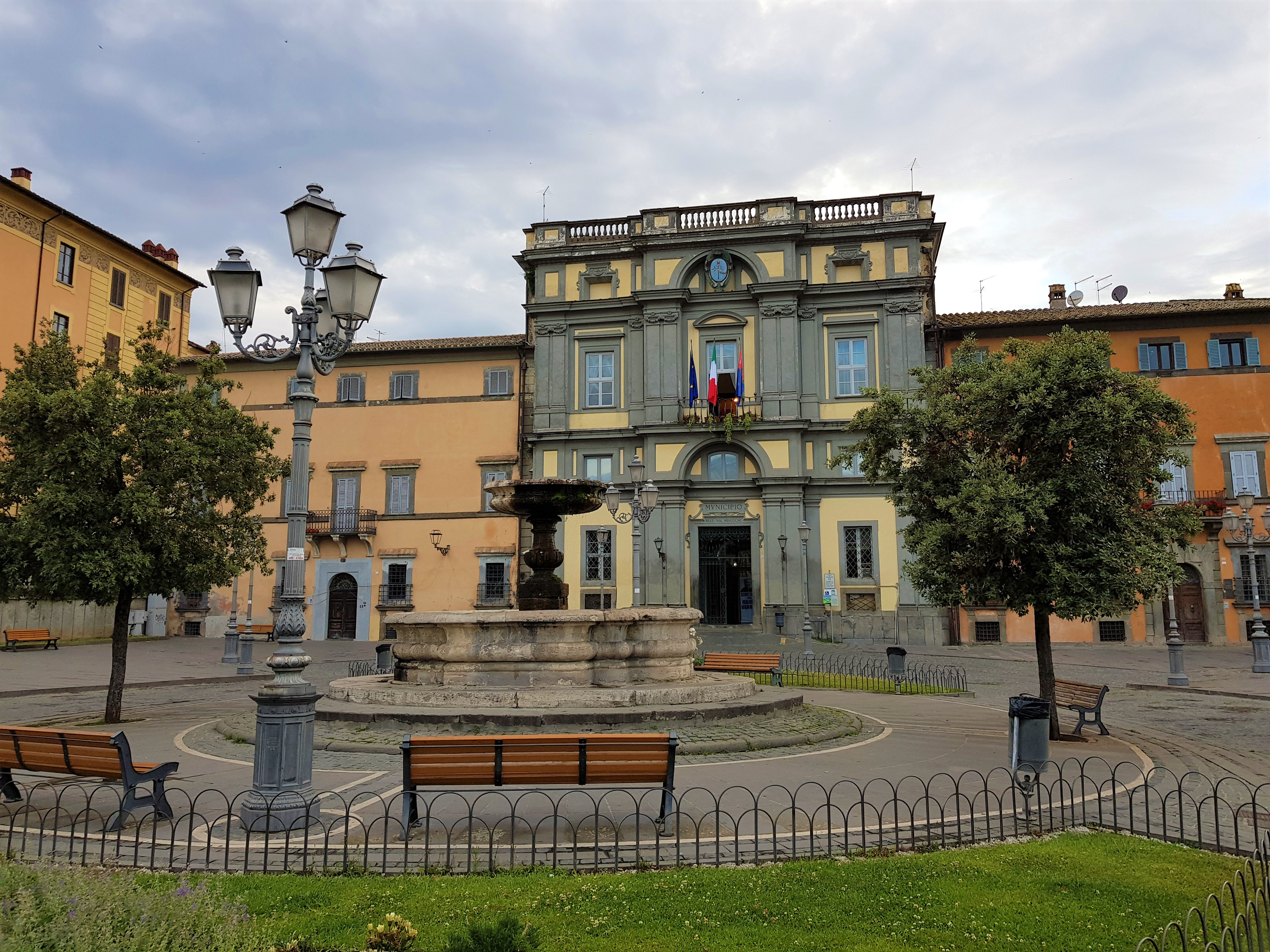
Comune di Bracciano, piazza IV Novembre.

La trasformazione della rocca dei Vico in quello che diverrà il maestoso castello attuale fu voluta da Napoleone Orsini nel 1470 e da suo figlio, Virginio.
Nel 1481 il castello ospitò papa Sisto IV, in fuga dalla peste che devastava la città di Roma. Nel 1485 le truppe papali guidate da Prospero Colonna devastarono e saccheggiarono il castello.
Risalgono agli anni novanta del Quattrocento gli affreschi del castello realizzati dalla scuola di Antoniazzo Romano.
Nel 1548 il dominio degli Orsini si estese fino ad Anguillara.
Per difendere la città gli Orsini fecero costruire, probabilmente intorno al 1480, una nuova cinta muraria intorno al borgo, ancora oggi in gran parte esistente, nella quale fu compreso il convento di Santa Maria Novella (posto allora fuori porta). Si accedeva alla città da due porte principali dotate di ponte levatoio.
Nel 1494 il castello offrì ospitalità al re di Francia Carlo VIII ed alle sue truppe in marcia verso Napoli. Tale circostanza comportò la scomunica di Gentil Virginio Orsini, che era uno dei capi delle truppe aragonesi alleate del papa contro i francesi. Papa Alessandro VI Borgia mosse guerra allo stato Orsini assediando nel 1496 anche Bracciano. Fu in quell'occasione che fu edificato al margine est delle mura un nuovo bastione, detto della sentinella, divenuto oggi un panoramico belvedere sul lago e sui monti circostanti. L'assedio delle truppe pontificie non poté nulla contro le mirabili fortificazioni del castello e del borgo; dopo qualche mese di assedio le truppe papali lasciarono Bracciano per spostarsi nel viterbese, sui monti Cimini, dove furono definitivamente sconfitte dagli Orsini nella battaglia di Soriano.
Dall'archivio della Società romana di storia patria:
Don Eugenio Gamurrini Cassinese nel 1671 scriveva:
il Gamurrini conosceva il cognome dei Vico Castelli ancor oggi molti scrittori brancolano nel buio.

### Il Ducato
Nel 1560 Paolo Giordano I Orsini ricevette dal papa Pio IV l'investitura di duca di Bracciano e i suoi eredi amministrarono il feudo fino al 1696.
Bracciano conobbe in tale periodo un forte sviluppo economico a seguito delle nuove attività economiche impiantate dal duca, come la lavorazione del ferro e dello zolfo e la lavorazione degli arazzi (da cui la via dell'Arazzeria, nel borgo medievale), rese possibili grazie all'abbondante disponibilità di acqua che proveniva da un acquedotto fatto costruire nel 1573-75 dal duca. L'acquedotto attingeva dalle sorgenti della Fiora; sulla sorgente all'origine dell'acquedotto fu edificata una cappella, Santa Maria della Fiora, ancora esistente allo stato di rudere. Il paese, grazie allo sviluppo economico, aveva nel 1575 settecento famiglie, quindi presumibilmente 3 000-3 500 abitanti.

Le difficoltà economiche degli Orsini portarono alla vendita di Bracciano e del rango ducale, che furono acquistati nel 1696 dalla famiglia Odescalchi, alla quale tuttora appartiene il castello.

### Epoca moderna
Nel 1803 il Ducato fu venduto da Livio II Odescalchi, in difficoltà economiche, alla famiglia Torlonia. Anni dopo, nel 1848, il nipote Livio III Odescalchi lo riacquistò con la dote della moglie, la principessa polacca Sofia Branicka.
Nel 1894 venne inaugurata la Ferrovia Roma-Viterbo, transitante per Bracciano. Il 9 agosto 1910 la Scuola d'Artiglieria da Fortezza venne stabilita a Bracciano, ove già dal 1894 esisteva un poligono di tiro e nel 1920 divenne Scuola Centrale di Artiglieria. Trasferita nel 1925 a Civitavecchia, nel 1945 fece definitivamente ritorno a Bracciano, col nome di Reggimento di Addestramento di Artiglieria, cambiato l'anno successivo in quello di Scuola di Artiglieria. Nel settembre del 1943 la zona fu teatro di vari combattimenti tra reparti del Regio Esercito e forze di occupazione tedesche a seguito dell'Armistizio di Cassibile. Durante gli scontri perse la vita, tra gli altri, Udino Bombieri, ricordato oggi da un monumento a lui dedicato posto nei pressi del luogo del combattimento.

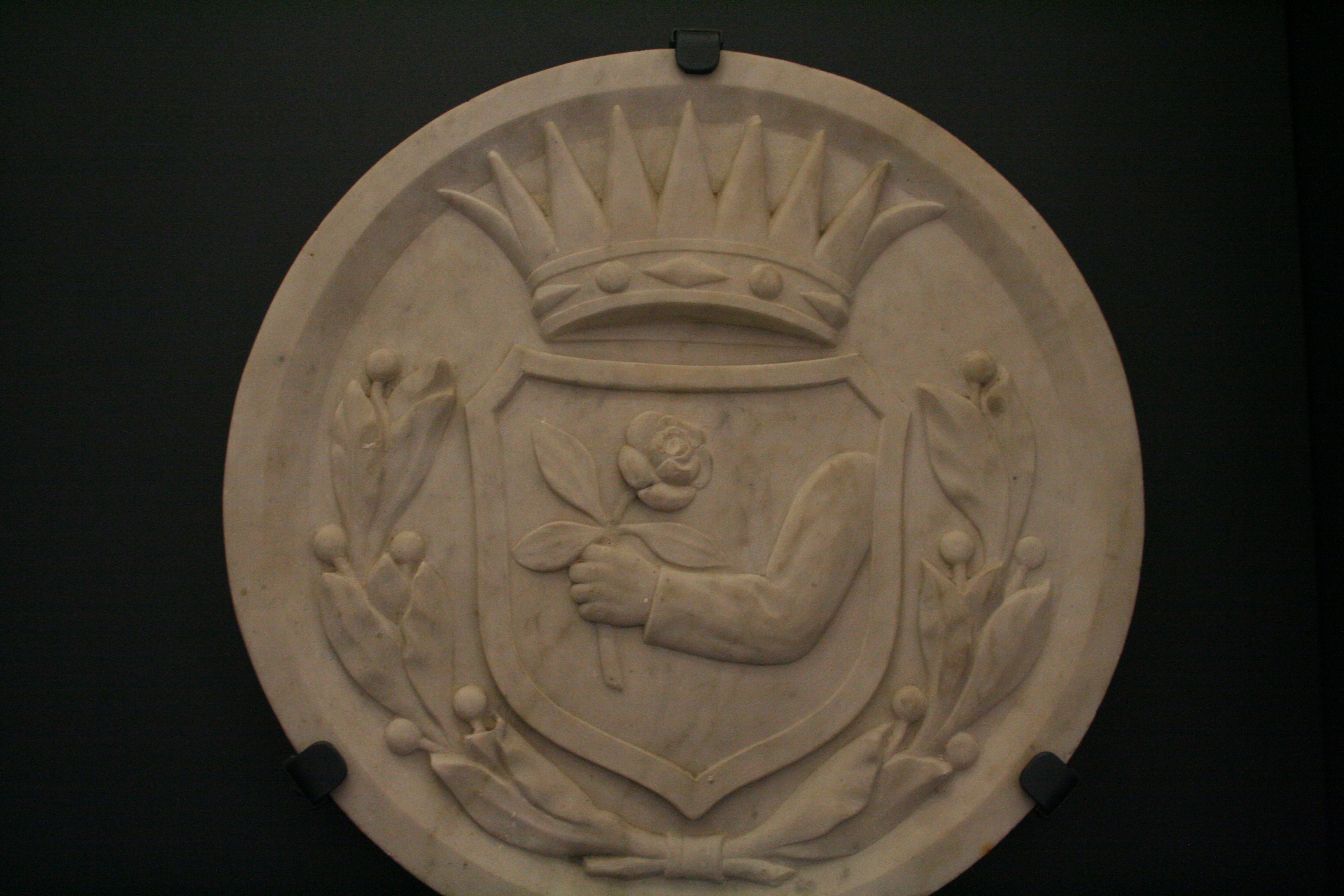
Lo stemma comunale in una lastra degli anni cinquanta conservata al Museo Civico.

### Simboli
Lo stemma comunale è stato riconosciuto con decreto del capo del Governo del 3 maggio 1940.
Il braccio piegato che impugna una rosa è il simbolo di Bracciano almeno dal XVI secolo. L'origine dello stemma risale al condottiero perugino Braccio da Montone della casata Bracci, proprietario del castello di Bracciano: costui consegnò il feudo di Bracciano al suo sottoposto Orsini dietro richiesta del Papa. Braccio da Montone mise lo stemma della sua famiglia con il braccio che tiene una rosa (simbolo degli Orsini) come simbolo che avrebbe protetto la famiglia Orsini. Lo stemma del braccio che impugna una rosa in campo azzurro fu adottato nel 1870, dopo l'annessione all'Italia: durante il fascismo, era inserito nella parte superiore dello stemma il fascio Littorio, eliminato dopo la caduta del regime.
Il gonfalone è un drappo partito di rosso e di azzurro.

## Monumenti e luoghi d'interesse

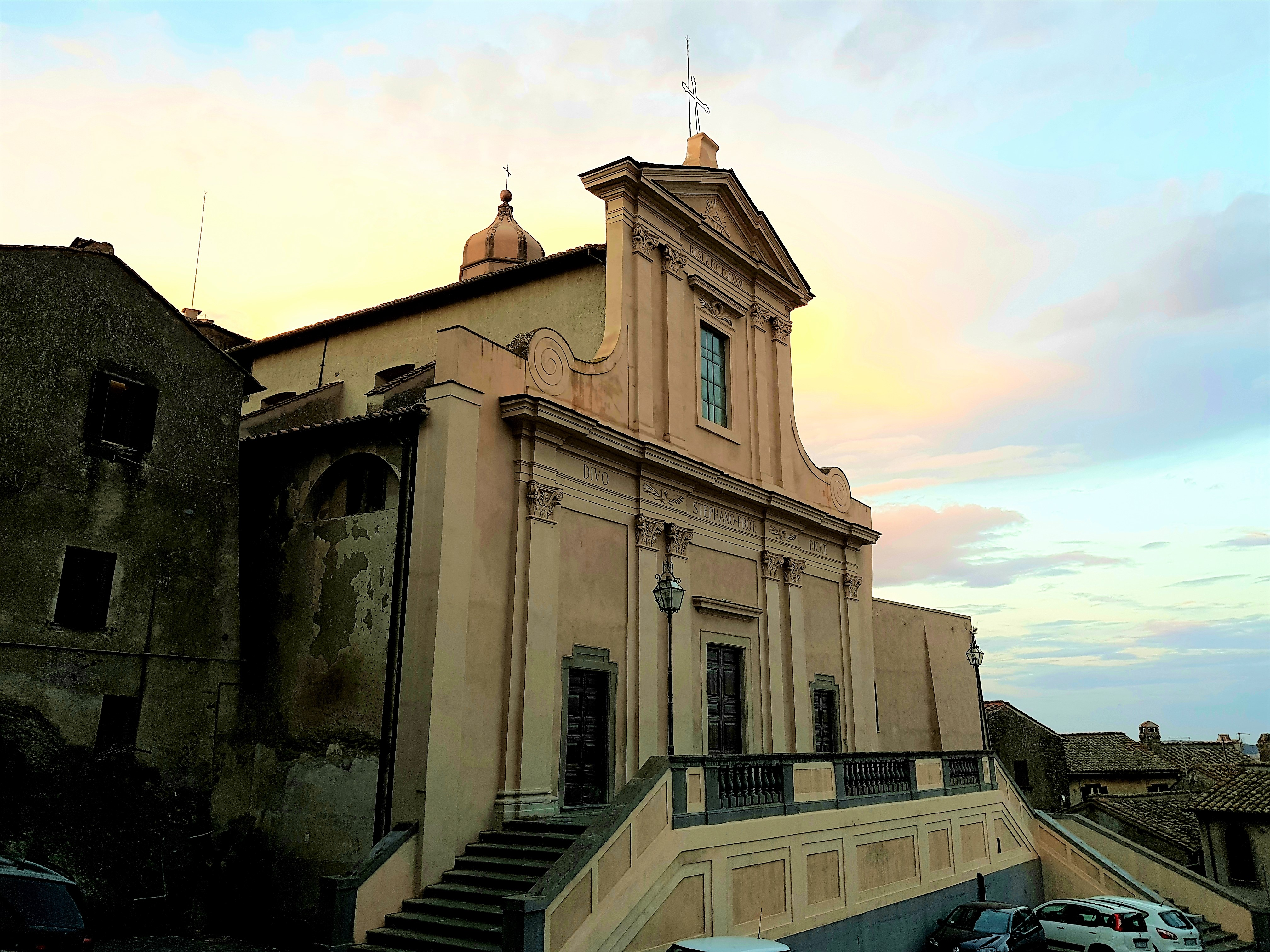
Facciata del Duomo di Santo Stefano.

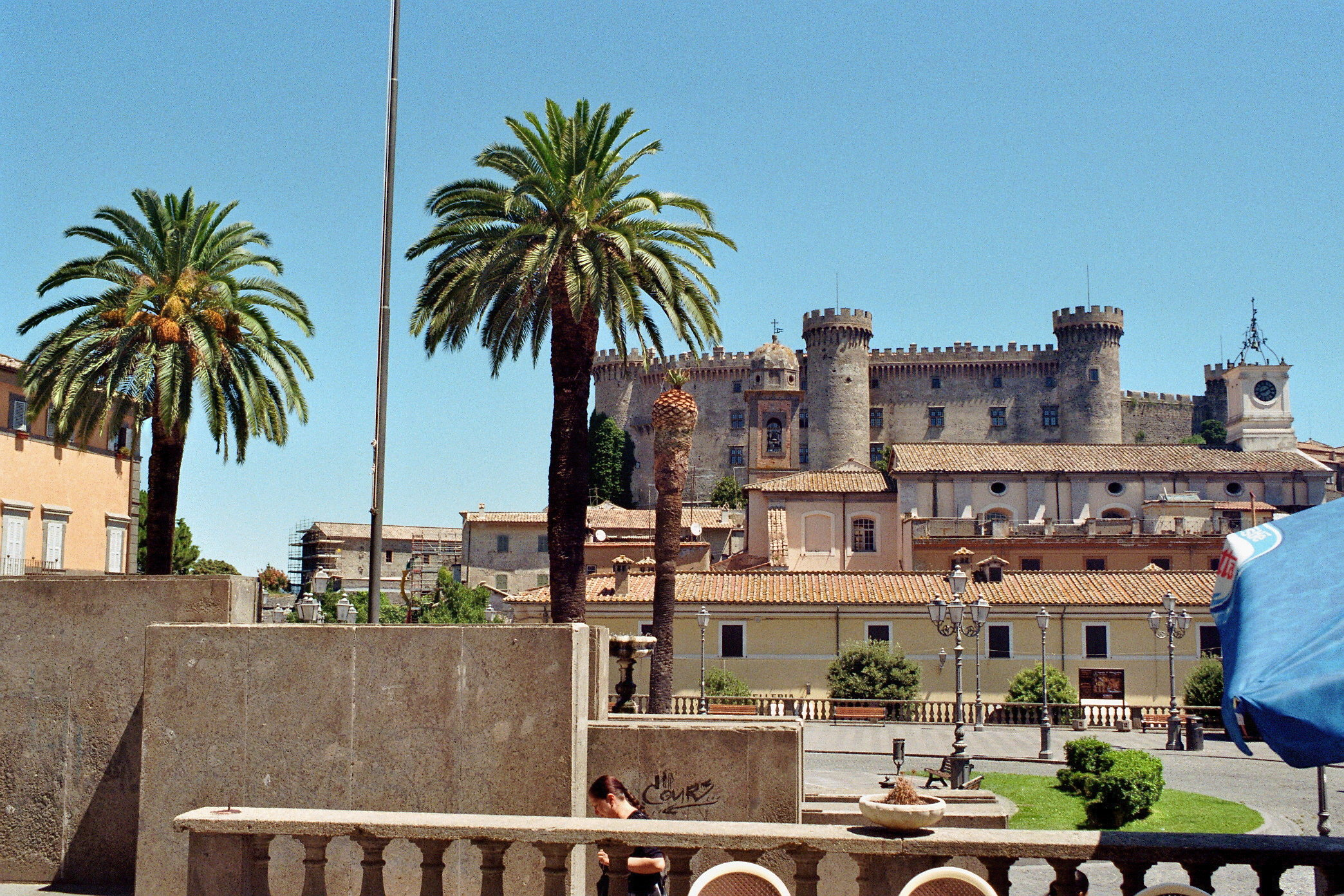
Veduta del Castello dalla Piazza Principale.

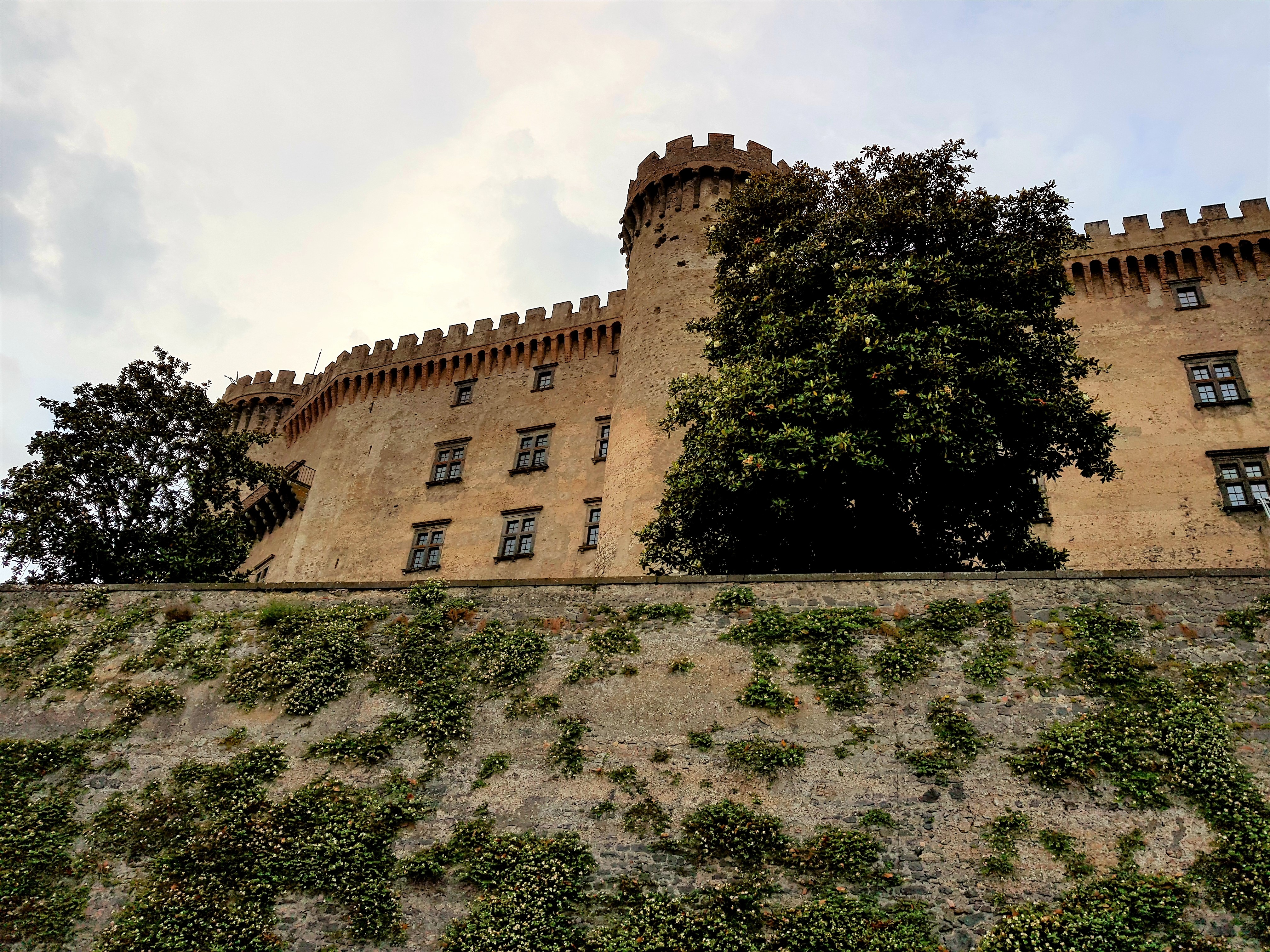
Facciata del castello da sotto le mura.

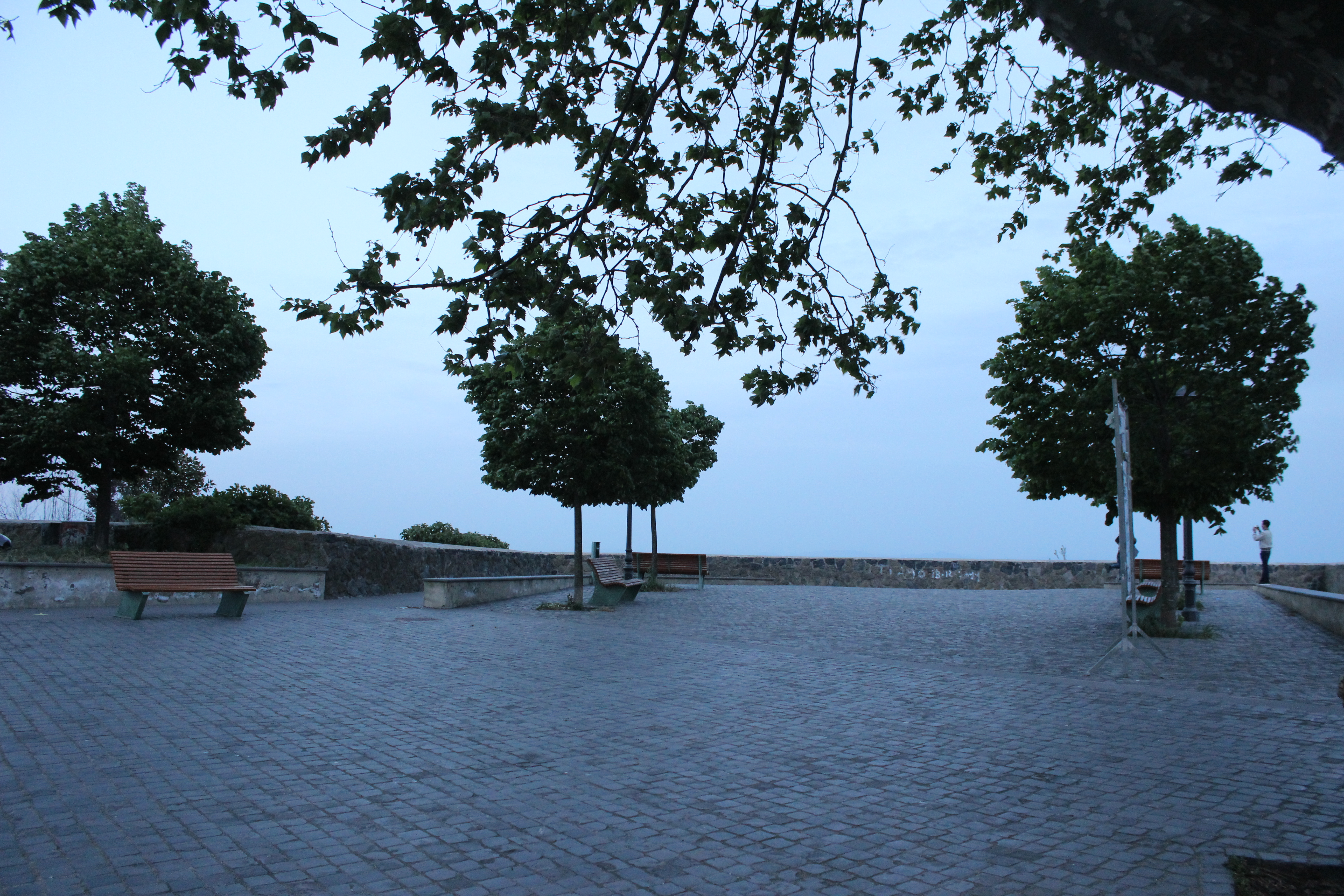
Veduta della Sentinella.

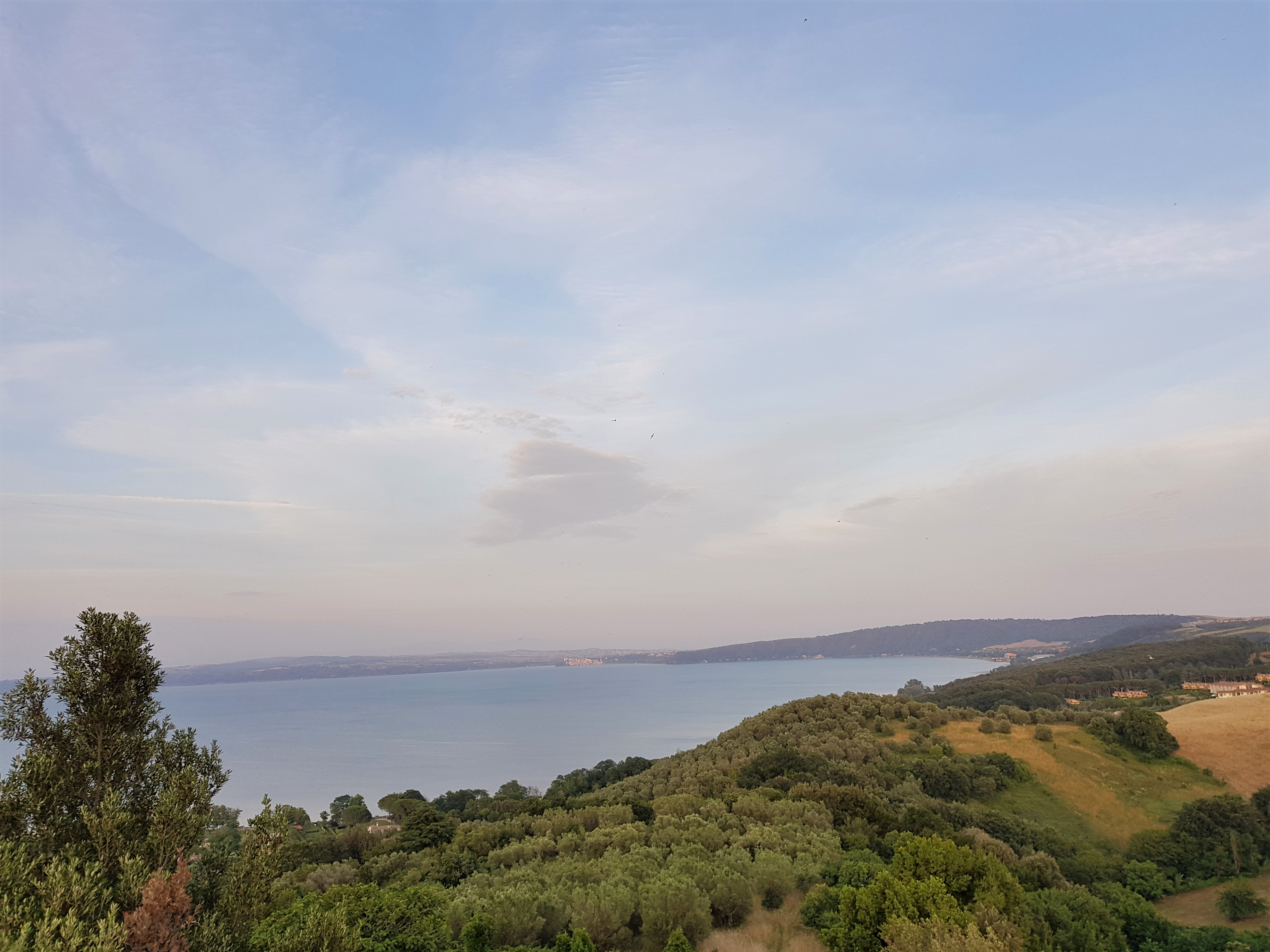
Panorama visto dalla Sentinella.

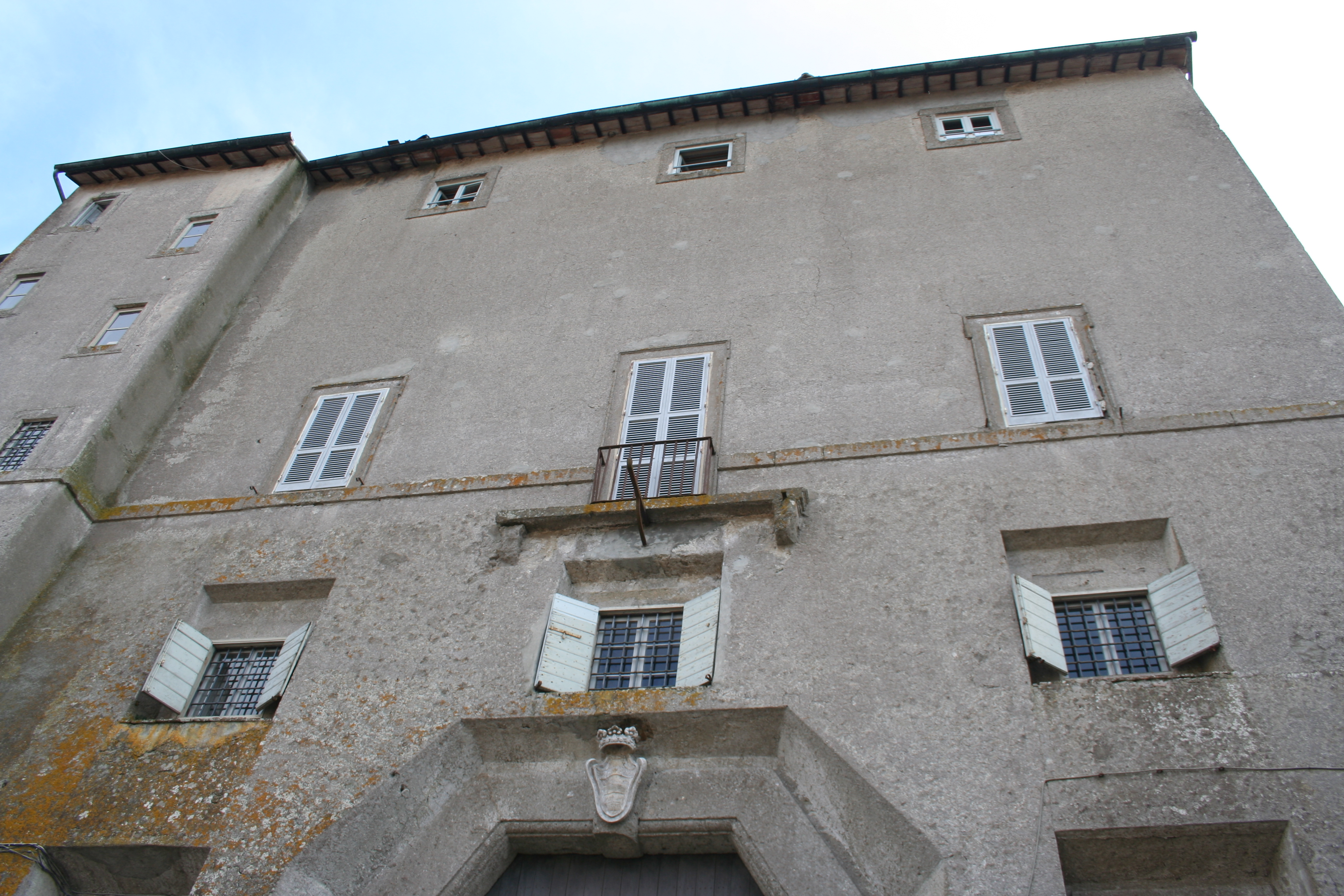
Palazzo Patrizi - Castel Giuliano

### Architetture religiose

#### Duomo di Santo Stefano
Il Duomo di Santo Stefano Protomartire è il principale luogo di culto del paese. Costruito nel XIII secolo, è stato più volte restaurato sino alla prima parte del '600, periodo nel quale il rifacimento della facciata ha fatto assumere al Duomo le sembianze attuali. Inizialmente nata come chiesa privata della famiglia Orsini, dopo la cessione agli Odescalchi diviene il centro della vita religiosa della cittadina. Ospita un museo contenente vari cimeli religiosi appartenuti alla comunità ecclesiastica locale. Tra il 2010 e il 2015 subisce alcuni interventi di restauro esterni.

#### Altre
- Chiesa di San Lorenzo, Pisciarelli
- Chiesa della Visitazione
- Chiesa di San Sebastiano
- Chiesa della Misericordia
- Chiesa di Santa Maria del Riposo
- Chiesa di San Filippo Neri
- Chiesa di San Rocco

### Architetture militari

#### Castello Orsini-Odescalchi
Il Castello, costruito dalla famiglia Orsini e successivamente rilevato dagli Odescalchi, domina la cittadina e il lago sottostante. È stato costruito nel XV secolo ed ha una forma pentagonale ai cui vertici si ergono delle torri a forma circolare. La struttura originaria di forma rettangolare, risalente al 1200, è rimasta pressoché intatta all'interno della struttura rinascimentale. Il castello conserva al suo interno un'ampia collezione di armi da taglio e da sparo, nonché una collezione di armature e varie opere pittoriche. La struttura è visitabile ed utilizzata per ospitare eventi e ricevimenti. 

#### Altre
- Mura medioevali e rinascimentali
- Sentinella

### Architetture civili

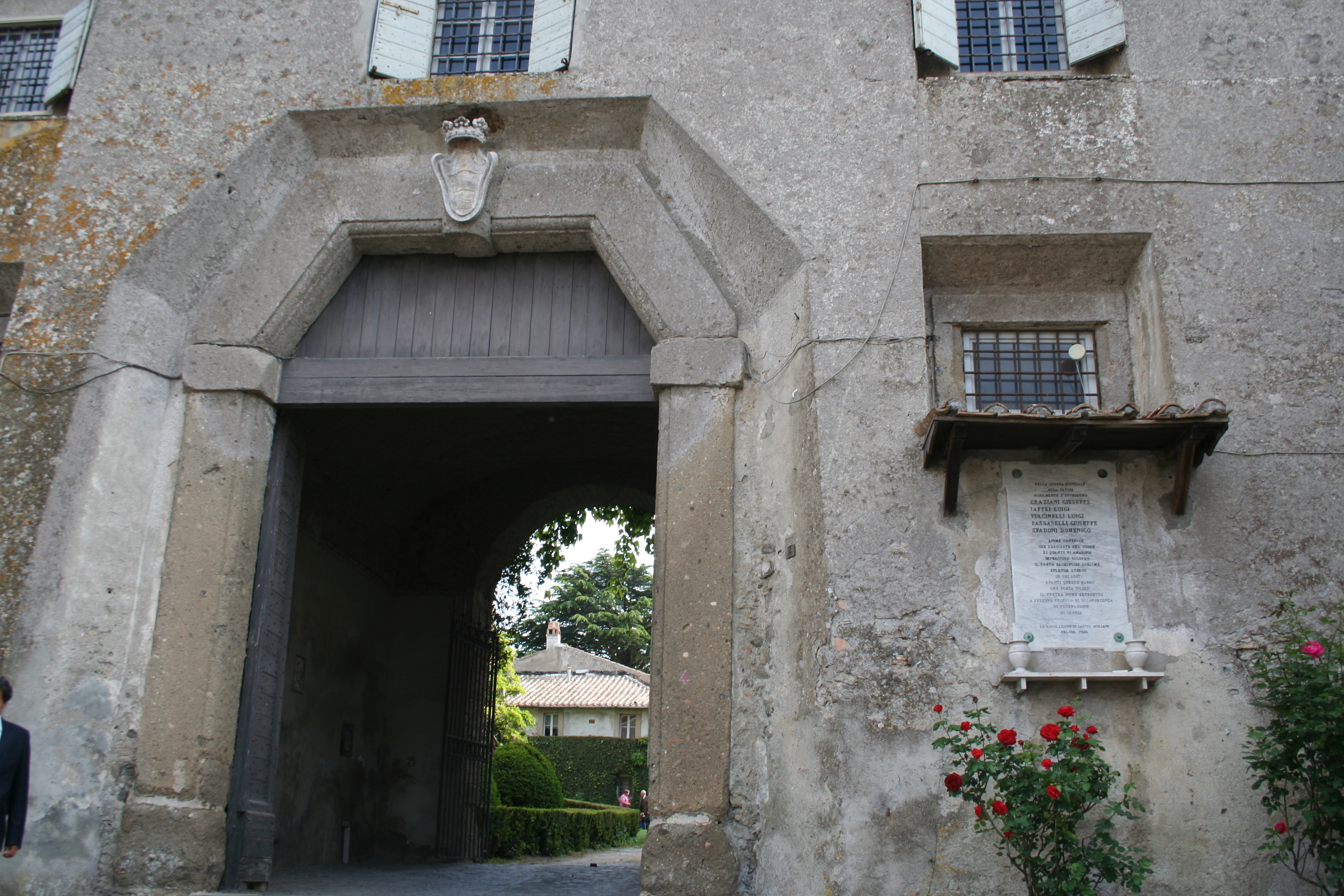
Palazzo Patrizi, Castel Giuliano.

- Palazzo Comunale

- Tenuta di San Liberato, Vicarello
- Borgo di Vicarello
- Palazzo Patrizi, Castel Giuliano
- Ospedale Vecchio

### Altro
- Fontana del Palazzo Comunale
- Piazza Primo Maggio
- Piazza Mazzini

Archeologia
La Marmotta, sito Neolitico sul lago

### Aree naturali
- Parco naturale regionale del complesso lacuale di Bracciano - Martignano
- Parco botanico San Liberato

## Geografia antropica
Il territorio di Bracciano è suddiviso storicamente in quattro Rioni, corrispondenti alle zone abitate del centro cittadino più antiche, in alcune zone abitative (Bracciano Nuova, Rinascente, Montebello e il Lungolago) e nelle Frazioni.

### Rioni
La tradizione cittadina applica una divisione rionale alle varie zone abitate del centro storico di Bracciano. Nel corso del 1900 la geografia rionale si è andata a modificare varie volte, ma è solo nel 1966 che i rioni acquisirono dei confini ben precisi all'interno della cittadina grazie all'istituzione del "Torneo dei Rioni", competizione calcistica alla quale annualmente i rioni si scontrarono per circa un ventennio. Storicamente i Rioni braccianesi sono: Monti, Borgo, Stazione, Cartiere e Pratoterra.

#### Rione Monti
Il Rione Monti coincide con l'intero centro storico medievale della cittadina. Risulta essere il più antico Rione, presente legalmente come associazione dal 1972.

#### Rione Borgo
Il Rione Borgo è invece l'area abitata realizzata appena all'esterno della cinta muraria rinascimentale e che coincide, quindi, con lo spazio abitato costruito tra la fine del XVIII secolo e l'inizio del XX secolo.

### Frazioni
Le frazioni riconosciute storicamente all'interno del comune sono Vicarello, Pisciarelli, Vigna di Valle, Castel Giuliano e Sambuco.

## Società

### Evoluzione demografica
Abitanti censiti

### Etnie e minoranze straniere
Al 31 dicembre 2022 la popolazione straniera era di 1 750 abitanti, pari al 9,45% della popolazione.

### Istituzioni, enti e associazioni

#### Base Scout di Bracciano
A Bracciano ha sede una delle basi scout più importanti d'Italia, e la più antica dopo quella di Colico.
La base ha una superficie di 2,4 ettari, e si trova lontano dal centro abitato, a 500 m dal lago di Bracciano, vicino al bosco "La Piantata", all'interno del Parco naturale regionale di Bracciano-Martignano. Ha spazio sia per tende che per dormire al coperto.
Il primo a parlare dell'apertura di un campo scuola Gilwell a Bracciano fu Gino Armeni, negli anni cinquanta. Nel 1954 l'Associazione Scouts Cattolici Italiani (ASCI) lanciò una pubblica sottoscrizione, che permise l'acquisto della base nel 1957, sotto la presidenza di Salvatore Salvatori. La base fu inizialmente utilizzata per campi di formazione capi, ma ben presto fu usata anche per campi di specializzazione ed altre attività. Nel 1975 vi si tenne il primo Consiglio Generale dell'Associazione Guide e Scouts Cattolici Italiani (AGESCI) che l'anno prima aveva preso il posto dell'ASCI.
La vicinanza col lago consente anche attività di scautismo nautico, ed infatti in questa base scout si sono tenuti i Campi Nazionali Nautici del 1993 e del 2001.

## Cultura

### Istruzione

#### Biblioteche
A Bracciano vi è una sola biblioteca comunale, situata in Piazzale dei Pasqualetti.

#### Scuole
- Liceo Scientifico, Classico e Linguistico Statale "Ignazio Vian"[14]
- Istituto Tecnico Statale "Luca Paciolo"[15]
- Istituto Tecnologico Paritario "Salvo D'Acquisto"[16]

#### Musei
- Museo civico di Bracciano, situato nel chiostro degli agostiniani in via Umberto I, nei pressi del castello. Raccoglie diversi manufatti storici appartenenti a Bracciano.
- Collezione di pezzi d'artiglieria, uniformi, cimeli e parti d'equipaggiamento del Comando Artiglieria (visitabile gratuitamente in occasione di Caserme Aperte e manifestazioni consimili) in via Principe di Napoli.
- Museo storico dell'Aeronautica Militare, situato a Vigna di Valle. Contiene aerei di ogni genere, utilizzati dall'Aeronautica Militare e da altre forze aeree di tutto il mondo.
- Museo dell'Opera del Duomo di Bracciano, dove sono conservati dipinti e cimeli d'arte sacra.
- Museo castello Orsini - Odescalchi

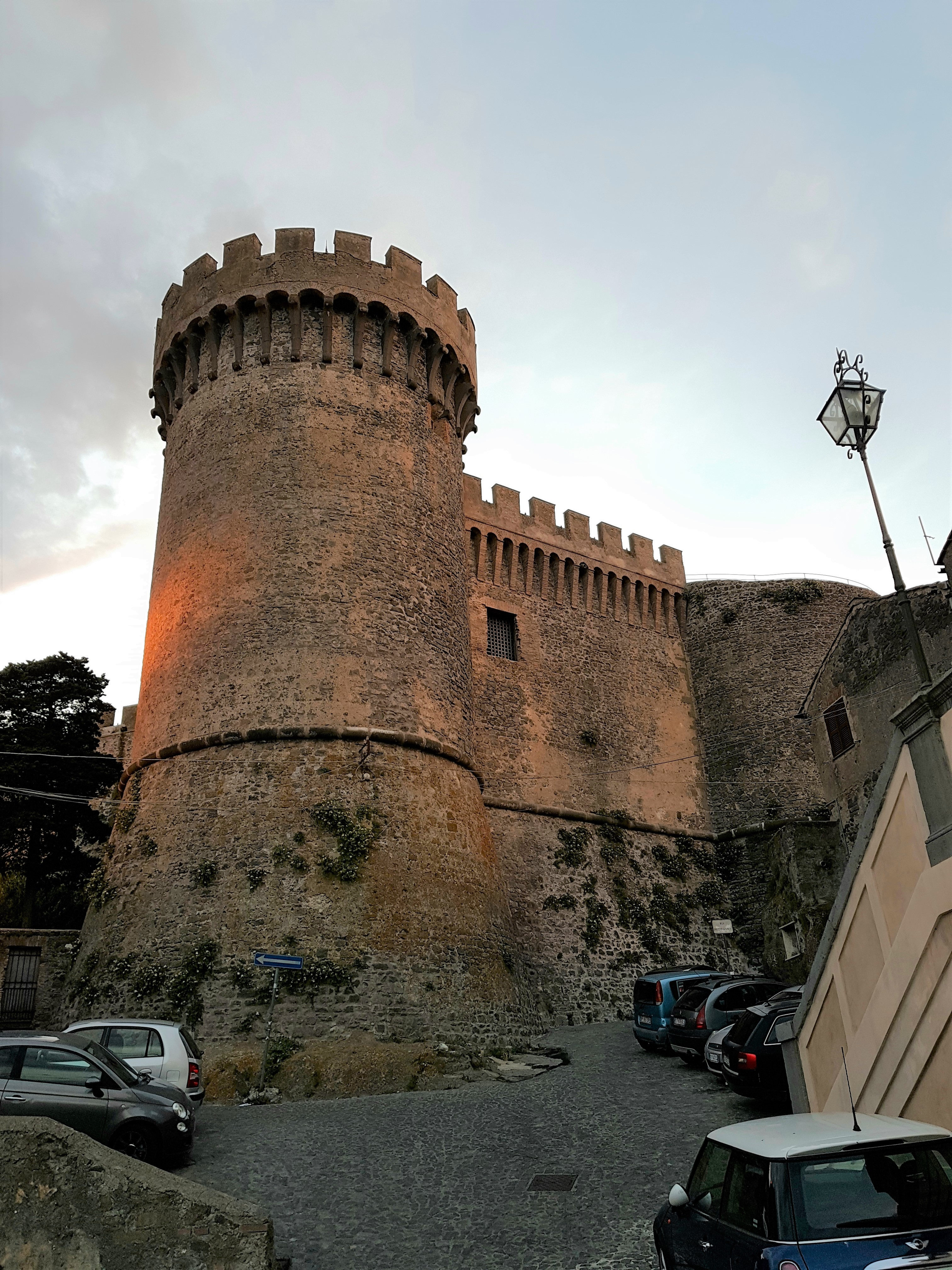
Mura del Castello.

### Media
Bracciano è stata il set di molti film e serie TV, tra i quali:
- I cadetti di Guascogna, regia di Mario Mattoli (1950)
- Pane, amore e gelosia (1954)
- Arrivano i dollari!, regia di Mario Costa (1957)
- Il magnifico avventuriero, regia di Riccardo Freda (1963)
- Il castello dei morti vivi (1964)
- C'era una volta, regia di Francesco Rosi (1967)
- Riavanti... Marsch!, regia di Luciano Salce (1979)
- Fico d'India, regia di Steno (1980)
- Il diavolo e l'acquasanta, regia di Bruno Corbucci (1983)
- Non ci resta che piangere, regia di Massimo Troisi e Roberto Benigni (1984)
- Othello, regia di Oliver Parker (1995)
- Decameron Pie - Non si assaggia... si morde!, regia di David Leland (2007)
- Rex, regia di Marco Serafini (2010)
- Poveri ma ricchissimi, regia di Fausto Brizzi (2017)
- Tutti i soldi del mondo, regia di Ridley Scott (2017)
- Buongiorno, mamma!, regia di Giulio Manfredonia, Matteo Mandelli, Giovanni Paolucci, Alexis Sweet, Laura Chiossone (2021-2023)

### Teatri
- Teatro Charles De Foucauld[17]
- Teatro del Lago[18]

## Infrastrutture e trasporti
Presso la frazione di Vigna di Valle, lungo la sponda del Lago di Bracciano, nel 1908 venne inaugurato l'aeroporto di Bracciano-Vigna di Valle che risulta la più antica infrastruttura aeroportuale italiana e che dal 1977 ospita il Museo storico dell'Aeronautica Militare.

### Ferrovie
Nel territorio braccianese sono presenti 2 stazioni/fermate, entrambi posizionate lungo la ferrovia Roma-Capranica-Viterbo.
- Bracciano: si trova alle porte del centro storico, è un capolinea di notevole importanza per la linea, in quanto segna l'inizio della frequenza dei treni in direzione di Roma ogni 30 minuti.
- Vigna di Valle: serve l'omonima frazione, a differenza della stazione principale di Bracciano, offre una frequenza dei treni dimezzata.

### Porti
Bracciano è collegata ad Anguillara Sabazia e Trevignano Romano anche per mezzo della motonave Sabazia II, gestita dal Consorzio Lago di Bracciano.

### Mobilità urbana ed extraurbana
La cittadina è servita dalle linee autobus della Cotral.

### Trasporto pubblico locale
Il trasporto pubblico della città è gestito da Cilia Italia S.R.L. (gruppo RATP)
Attualmente il servizio è costituito da 13 linee. tutte partono e terminano la corsa al capolinea Pasqualetti.

## Amministrazione
| Sindaci eletti dal Consiglio comunale (1946-1994)    | Sindaci eletti dal Consiglio comunale (1946-1994)                      | Sindaci eletti dal Consiglio comunale (1946-1994) | Sindaci eletti dal Consiglio comunale (1946-1994)                                    | Sindaci eletti dal Consiglio comunale (1946-1994) | Sindaci eletti dal Consiglio comunale (1946-1994) | Sindaci eletti dal Consiglio comunale (1946-1994) |
| Nominativo                                           | Nominativo                                                             | Partito                                           | Partito                                                                              | Mandato                                           | Mandato                                           | Elezione                                          |
| Nominativo                                           | Nominativo                                                             | Partito                                           | Partito                                                                              | Inizio                                            | Fine                                              | Elezione                                          |
| ---------------------------------------------------- | ---------------------------------------------------------------------- | ------------------------------------------------- | ------------------------------------------------------------------------------------ | ------------------------------------------------- | ------------------------------------------------- | ------------------------------------------------- |
|                                                      | Alfredo Mancini                                                        |                                                   | Democrazia Cristiana                                                                 | 10 gennaio 1989                                   | 7 agosto 1989                                     | –                                                 |
|                                                      | Massimo Virgilio (Commissario prefettizio)                             | –                                                 | –                                                                                    | 7 agosto 1989                                     | 3 gennaio 1990                                    | –                                                 |
|                                                      | Alfredo Mancini                                                        |                                                   | Democrazia Cristiana                                                                 | 3 gennaio 1990                                    | 9 luglio 1991                                     | –                                                 |
|                                                      | Fiorenzo Bergodi                                                       |                                                   | Democrazia Cristiana                                                                 | 9 luglio 1991                                     | 31 marzo 1992                                     | –                                                 |
|                                                      | Pietro Stefanelli                                                      |                                                   | Democrazia Cristiana                                                                 | 22 giugno 1992                                    | 31 marzo 1993                                     | –                                                 |
|                                                      | Patrizia Riccioni                                                      |                                                   | Partito Socialista Italiano                                                          | 26 marzo 1993                                     | 22 ottobre 1993                                   | –                                                 |
|                                                      | Raffaele Campogiani (Commissario prefettizio)                          | –                                                 | –                                                                                    | 22 ottobre 1993                                   | 13 giugno 1994                                    | –                                                 |
| Sindaci eletti direttamente dai cittadini (dal 1994) |                                                                        |                                                   |                                                                                      |                                                   |                                                   |                                                   |
| Nominativo                                           | Nominativo                                                             | Partito                                           | Partito                                                                              | Mandato                                           | Mandato                                           | Elezione                                          |
| Nominativo                                           | Nominativo                                                             | Partito                                           | Partito                                                                              | Inizio                                            | Fine                                              | Elezione                                          |
|                                                      | Giuliano Sala                                                          |                                                   | Lista Civica di Centro-Sinistra Progressisti                                         | 13 giugno 1994                                    | 24 maggio 1998                                    | Elezione 1994                                     |
|                                                      | Giuliano Sala                                                          | Liste Civiche di Centro-Sinistra                  | 24 maggio 1998                                                                       | 25 maggio 2002                                    | Elezione 1998                                     |                                                   |
|                                                      | Enzo Negri                                                             |                                                   | Casa delle Libertà                                                                   | 25 maggio 2002                                    | 1º maggio 2006                                    | Elezioni 2002                                     |
|                                                      | Patrizia Riccioni (Vicesindaco)                                        |                                                   | Casa delle Libertà                                                                   | 2 maggio 2006                                     | 12 febbraio 2007                                  | Elezioni 2002                                     |
|                                                      | Raffaele Bonanno (Commissario prefettizio)                             | –                                                 | –                                                                                    | 13 febbraio 2007                                  | 27 maggio 2007                                    | –                                                 |
|                                                      | Giuliano Sala                                                          |                                                   | Lista civica di Centro-sinistra Unione Democratica                                   | 28 maggio 2007                                    | 6 maggio 2012                                     | Elezione 2007                                     |
|                                                      | Giuliano Sala                                                          | 6 maggio 2012                                     | Lista civica di Centro-sinistra Unione Democratica                                   | 30 novembre 2015                                  | Elezione 2012                                     |                                                   |
|                                                      | Alessandra de' Notaristefani di Vastogirardi (Commissario prefettizio) | –                                                 | –                                                                                    | 1º dicembre 2015                                  | 19 giugno 2016                                    | –                                                 |
|                                                      | Armando Tondinelli                                                     |                                                   | Liste civiche di Centro-destra PATTO PER BRACCIANO, NOI PER TONDINELLI               | 19 giugno 2016                                    | 18 ottobre 2021                                   | Elezione 2016                                     |
|                                                      | Marco Crocicchi                                                        |                                                   | Liste civiche di Centro-sinistra UNA COSTITUENTE PER BRACCIANO, BRACCIANO ORA CAMBIA | 18 ottobre 2021                                   | in carica                                         | Elezione 2021                                     |

### Gemellaggi
- Neusäß, dal 2011
- Châtenay-Malabry, dal 2011
- Soddo, dal 2019[38]

Inoltre, il comune di Bracciano, intrattiene accordi con:
- Hoogeveen, dal 2001

## Sport

### Atletica leggera
- Atletica Sabatina[39]

### Badminton
- A.S.D. Bracciano Badminton

### Calcio
- A.S.D. Vis Bracciano F.C., (campionato di Seconda Categoria) società nata nel 2009.

### Sport natatori
- S.S.D. Athena Sporting Club, Nuoto, Pallanuoto, Salvamento, Sincronizzato. fondata nel 2013

### Pallacanestro
- A.S.D. Bracciano Basket che nel 2019-2020 milita nel campionato maschile di Serie D.[40]

### Pallavolo
- A.S.D. Bracciano Volley

### Impianti sportivi
- Lo stadio "Massimiliano Vergari" ha una capienza di circa 500 spettatori, una pista da atletica di 400 metri ed un campo da calcio in erba. Nel gennaio 2018 viene definitivamente chiuso. Nel 2024 è parzialmente riaperto.
- Campo da equitazione a prato Pianciano.

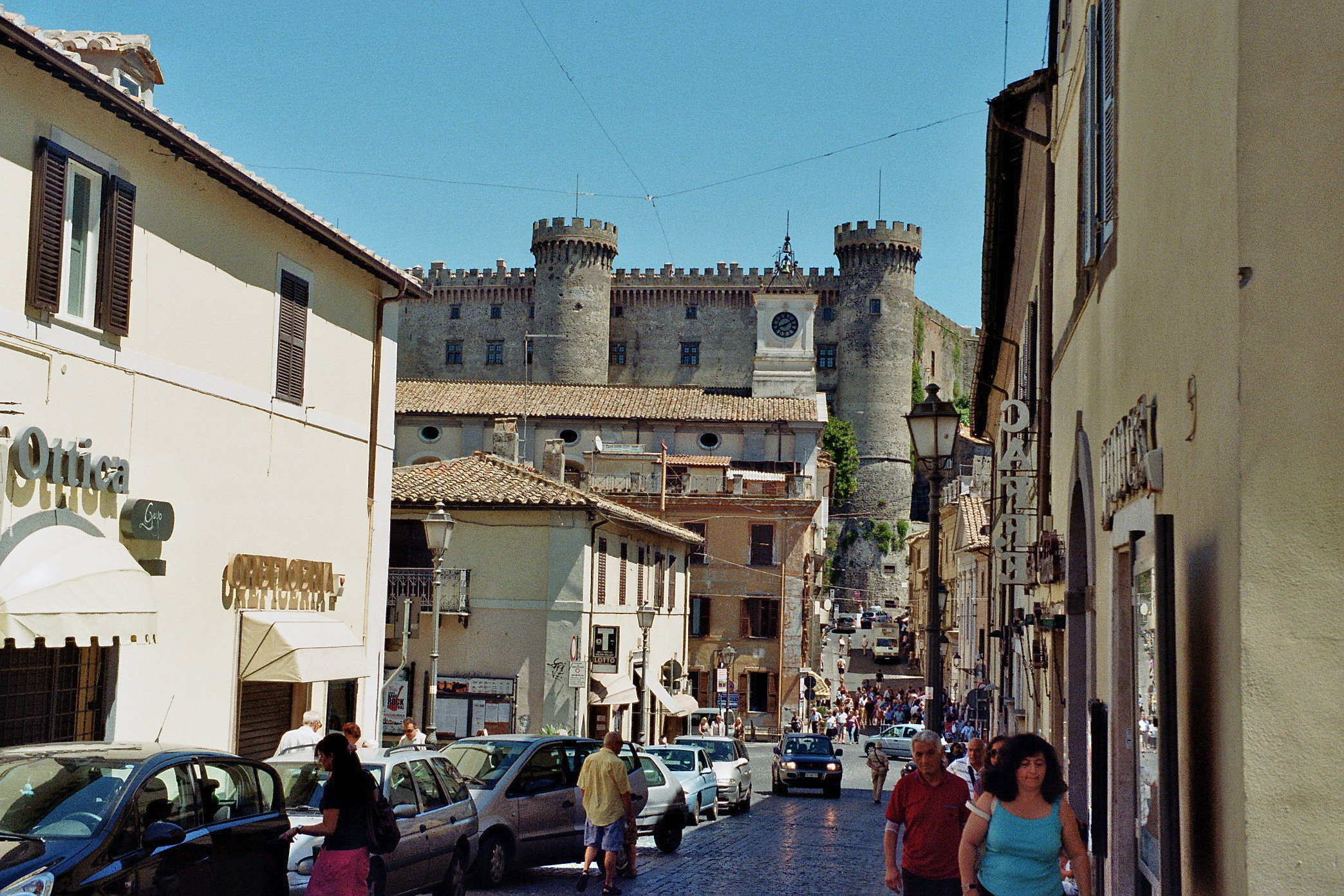
Bracciano ed il castello sullo sfondo.